# Office of Cybersecurity and Communications
Office of Cybersecurity and Communications (CS&C) är en amerikansk federal myndighet som vars syfte är att förhindra och minimera attacker och kritiska störningar mot USA:s cyber- och kommunikationsinfrastruktur i förmån att skydda allmänheten, den nationella ekonomin och federala-, delstatliga- och lokala regeringsfunktioner. De övervakar också samtliga webbplatser som använder domänen .gov och arbetar med den privata sektorn om att förbättra säkerheten för de webbplatser som använder sig av domänen .com.
De är en del av National Protection and Programs Directorate.